# Jean-Herbert Austin
Jean-Herbert Austin (Porto Príncipe, 23 de fevereiro de 1950) é um ex-futebolista profissional haitiano que atuava como defensor.

## Carreira
Jean-Herbert Austin fez parte do elenco histórico da Seleção Haitiana de Futebol, na Copa do Mundo de 1974, ele não atuou.

## Ligações Externas
- Perfil em Fifa.com (em inglês)